# Tsjadische Burgeroorlog (2005-2010)
De Tsjadische Burgeroorlog was een burgeroorlog in Tsjaad in Afrika die woedde tussen 2005 en 2010.
Men schat dat de huidige burgeroorlog in Tsjaad begint in december 2005, wanneer Mahamat Nour Abdelkerim, voorheen lid van de Alliance nationale de la résistance (ANR), de Rassemblement pour la Démocratie et les Libertés (RDL) vormt, maar de opstandige bewegingen waren al actief in het land sinds 1991. Er wordt eveneens overwogen dat de huidige burgeroorlog in Tsjaad begint op 25 september 2005 door een aan Hassan al-Djinnedi gelieerde raid dicht bij de stad Modoyna.
Aan dit conflict nemen naast het regeringsleger van Tsjaad verschillende opstandige bewegingen deel (onder meer de Forces unies pour le changement (FUC) en de Rassemblement pour la Démocratie et les Libertés (RDL)), die in de loop van de tijd veranderen van naam, allianties vormen en splitsingen kennen.
Het conflict impliceert eveneens deelname van de Janjaweed, maar vooral van de opstandelingen uit Darfur van de Beweging voor Rechtvaardigheid en Gelijkheid. Soedan wordt ervan verdacht om de opstandelingen in Tsjaad te ondersteunen, terwijl de regering van Tsjaad de Beweging voor Rechtvaardigheid en Gelijkheid ondersteunt. Libië en diplomaten van andere landen hebben gepoogd te bemiddelen in het conflict. Frankrijk heeft verschillende keren geïntervenieerd tegen de opstandelingen. Troepen van EUFOR (bestaande uit verschillende landen van de Europese Unie alsmede Rusland, Kroatië en Albanië) en troepen van verschillende Afrikaanse landen onder mandaat van de Verenigde Naties zijn ter plaatse aanwezig.
De regering van Tsjaad heeft in januari 2006 geschat dat 614 van haar burgers zijn gedood in grensgevechten. Op 8 februari 2006 zetten de Tsjadische president, Idriss Déby, de Soedanese president, Omar al-Bashir, en de Libische president, Moammar al-Qadhafi, de handtekening onder het "Akkoord van Tripoli", dat effectief het Tsjadisch-Soedanees conflict, dat sinds december 2005 veel grenssteden in het oosten van Tsjaad en Darfur heeft verwoest, beëindigde.
Na het "Akkoord van Tripoli" ging het vechten, ondanks verschillende pogingen, echter door. Het conflict houdt eveneens verband met het Conflict in Darfur en de Centraal-Afrikaanse burgeroorlog.

## Context
Sinds 2004 lanceren de milities van de Janjaweed, betrokken bij het naburige Conflict in Darfur, raids op steden en dorpen in het oosten van Tsjaad, waarbij burgers worden gedood, vee wordt gestolen en huizen in brand worden gestoken. Meer dan 200.000 inwoners van Darfur zijn gevlucht en hebben asiel gevraagd in Tsjaad. Idriss Déby heeft Omar al-Bashir ervan beschuldigd het Conflict in Darfur opzettelijk te exporteren naar Tsjaad. Gelijktijdig wordt Tsjaad geconfronteerd met een stroom vluchtelingen uit de Centraal-Afrikaanse Republiek.
In 2005 wijzigde Idriss Déby de grondwet om een derde presidentsmandaat te kunnen verkrijgen, hetgeen massadesertie in het leger veroorzaakte. Idriss Déby werd gedwongen om zijn presidentiële wacht te ontbinden en om een nieuw elitekorps te vormen. Zijn macht nam af en er vormden zich verschillende oppositionele gewapende bewegingen. De Rassemblement pour la Démocratie et les Libertés (RDL) zag het daglicht in augustus 2005 en de Socle pour le changement, l'unité et la démocratie (SCUD) twee maanden later. Enige tijd later verenigden zij zich met zes andere groepen om de Forces unies pour le changement (FUC) te vormen.

## Chronologie

### Slag om Adré
Op 18 december 2005 vielen de leden van de Rassemblement pour la Démocratie et les Libertés (RDL) en de Socle pour le changement, l'unité et la démocratie (SCUD) de stad Adré, dicht bij de Soedanese grens, aan. Het was de tweede aanval in de regio in drie dagen. De volgende dag kondigde de leider van de Socle pour le changement, l'unité et la démocratie (SCUD) aan de controle over de stad in handen te hebben. De gevechten veroorzaakten de dood van 100 tot 300 opstandelingen, drie tot vijf soldaten en drie burgers. Een helikopter van het Tsjadische leger werd vernietigd en een andere helikopter werd ernstig beschadigd. De Tsjadische minister van Communicatie beschuldigde de Soedanese regering, terwijl een woordvoerder van het Soedanese ministerie van Buitenlandse Zaken elke steun aan de opstandelingen ontkende. Tsjaad verklaarde zich in oorlog met Soedan en daartegenover werd Tsjaad door Soedan ervan beschuldigd zijn luchtruim te schenden.

### Grensconflicten
Op 6 januari 2006 staken de milities van de Janjaweed de Soedanese grens over om de Tsjadische steden Borota, Adé en Moudaina aan te vallen, waarbij negen burgers werden gedood en drie anderen verwond. Human Rights Watch bevestigde de aanval, alsmede verschillende andere aanvallen op een veertigtal dorpen in het gebied rondom Borota, waarbij tussen 16 en 20 januari 2006 16 doden en 6 gewonden werden geteld.

### "Akkoord van Tripoli"
Op 8 februari 2006 ondertekenden Idriss Déby, Omar al-Bashir en Moammar al-Qadhafi het "Akkoord van Tripoli" om een einde aan het conflict te maken. Het akkoord kwam tot stand tijdens een mini-topconferentie in Tripoli, georganiseerd door Moammar al-Qadhafi, met ondersteuning van de Congolese president Denis Sassou-Nguesso (als voorzitter van de Afrikaanse Unie), de Centraal-Afrikaanse president François Bozizé en de Malinese president Alpha Oumar Konaré. De Forces unies pour le changement (FUC) erkende het "Akkoord van Tripoli" niet.

### 2006
Op 6 maart 2006 staken de milities van de Janjaweed de Soedanese grens over om in overtreding van het "Akkoord van Tripoli" de Tsjadische stad Amdjereme aan te vallen. De regering van Tsjaad beschuldigde de Janjaweed van de diefstal van honderden en soms zelfs duizenden landbouwdieren van Tsjadische burgers. Het leger van Tsjaad sloeg de aanval af, achtervolgde de Janjaweed terug over de Soedanese grens en keerde met het gestolen vee terug. Op 13 april 2006 naderden honderden opstandelingen van de Forces unies pour le changement de hoofdstad Ndjamena. Het leger van Tsjaad sloeg de aanval af en nam verschillende opstandelingen gevangen. Idriss Déby stelde de Soedanese regering verantwoordelijk en stelde dat de opstandelingen ofwel Soedanees waren ofwel door Soedan ondersteund. Idriss Déby verbrak de diplomatieke betrekkingen met Soedan en dreigde duizenden vluchtelingen uit Darfur uit te wijzen. Dezelfde dag werden een honderdtal burgers in het dorp Djawara in het oosten van het land door Tsjadische opstandelingen en milities van de Janjaweed afgeslacht. Volgens Human Rights Watch werden tussen 12 en 13 april 2006 minstens 43 andere personen in drie dorpen in de omgeving gedood.
In mei 2006 sloot Mahamat Nouri zich aan bij de opstandelingen. De oppositiepartijen boycotten de presidentsverkiezingen van 3 mei 2006, die Idriss Déby wint. In november 2006 kondigde de regering van Tsjaad de noodtoestand af in de hoofdstad en de noordelijke, oostelijke en zuidelijke regio's. De internationale hulporganisaties evacueerden een groot deel van hun personeel uit de oostelijke stad Abéché. In december 2006 braken er zware gevechten uit tussen het leger van Tsjaad en de opstandelingen, waarna Mahamat Nour Abdelkerim, de leider van de Forces unies pour le changement (FUC), een vredesverdrag met Idriss Déby sloot.

### 2007
Op 1 februari 2007 verklaarde een coalitie van vier gewapende opstandige bewegingen, gevormd uit de Mouvement pour la résistance et le changement, de Concorde nationale tchadienne en twee fracties van de Union des forces pour la démocratie et le développement (UFDD), dat ze de controle hadden over de stad Adré, dicht bij de Soedanese grens. Tsjaad weigerde de tussenkomst van troepen van de Verenigde Naties. In maart 2007 werd de vroegere opstandeling Mahamat Nour Abdelkerim minister van Defensie.
Begin oktober 2007 accepteerden de leiders van de vier gewapende opstandige bewegingen het aanknopen van vredesonderhandelingen met de regering. Nochtans braken er gevechten uit in het oosten. Arabische ruiters staken dorpen in brand die hoofdzakelijk door zwarten werden bewoond, waarbij 300 personen werden gedood. Gelijktijdig braken er vechtpartijen uit tussen de Tama en de Zaghawa gemeenschappen. Een gewapende groep Tama, die onder Mahamat Nour Abdelkerim hadden gediend, verliet de stad Guéréda om dichter bij de Soedanese grens te komen. Het gebied werd aldus geteisterd door een dubbel conflict, waarbij de regeringstroepen tegenover een nieuwe alliantie van opstandelingen kwamen te staan, die kort twee steden innamen. Op 16 oktober 2007 werd de noodtoestand afgekondigd voor het grootste deel van Tsjaad, inclusief de hoofdstad en de regio Borkou-Ennedi-Tibesti, dicht bij de Libische grens.
Op 26 oktober 2007 ondertekenden de Tsjadische regering en de opstandelingen een vredesovereenkomst.
In november 2007 beschuldigde Mahamat Nouri, de leider van de Union des forces pour la démocratie et le développement (UFDD), Idriss Déby ervan een aanval op zijn troepen in het oosten van het land te hebben bevolen. Het leger verklaarde honderden opstandelingen te hebben gedood bij de Slag om Abou Goulem op 26 en 27 november 2007. Abakar Tollimi, secretaris-generaal van de Union des forces pour la démocratie et le développement (UFDD), betwistte dit cijfer; de Union des forces pour la démocratie et le développement (UFDD) had slechts 17 doden te betreuren en verzekerde daartegenover een honderdtal soldaten te hebben gedood.
Op 30 november 2007 verklaarde de Union des forces pour la démocratie et le développement (UFDD) een staat van oorlog tegen Frankrijk en de in Tsjaad gestationeerde buitenlandse troepen, wat een waarschuwing leek tegen de komst van EUFOR, wat voorzag in de zending van 3.700 mannen in het kader van een vredesoperatie ter bescherming van de 400.000 Tsjadische en Soedanese vluchtelingen in het gebied.

### 2008
Op 31 januari 2008 kondigden de opstandelingen de inname aan van Oum Hadjer, een stad in de centrale regio Batha, 400 kilometer verwijderd van de hoofdstad Ndjamena. Op 2 februari 2008 slaagden de opstandelingen erin om de hoofdstad Ndjamena binnen te komen. De opstandelingen bewogen zich in de richting van het presidentiële paleis, waar gevechten plaatsvonden. Zonder een nederlaag te erkennen, trokken de opstandelingen zich de volgende dag terug naar Mongo en Bitkine. Op 10 februari 2008 verzekerden zij in bezit te zijn van Am Timan. Op 11 februari 2008 verlieten zij Mongo in de richting van de zuidoostelijke grens.
Op 15 februari 2008 werd de noodtoestand afgekondigd, terwijl de opstandelingen de gevechten voorlopig staakten om een gemeenschappelijke leider aan te stellen.
Na de aankondiging van een nieuw offensief van de opstandelingen, intensiveerden de in Tsjaad gestationeerde Europese troepen op 12 juni 2008 hun patrouilles rondom de vluchtelingenkampen en raadden ze de in de regio verblijvende humanitaire hulporganisaties aan om hun verplaatsingen tot een strikt minimum te beperken.
De Tsjadische regering en de opstandelingen gaven in ruime mate uiteenlopende versies met betrekking tot de geobserveerde bewegingen in de Dar Sila regio, waar Ierse soldaten werd verzocht een door de Verenigde Naties beheerd vluchtelingenkamp te beschermen. Terwijl de opstandelingen verzekerden dat ze naar het westen trokken en een helikopter van de regering te hadden neergehaald, verwierp de Tsjadische regering de beweringen van de opstandelingen. Volgens de Tsjadische regering had de helikopter een noodlanding gemaakt vanwege een technisch probleem. Op 11 juni 2008 gaf het Ierse bataljon aan informatie te hebben ontvangen over gevechten tussen de opstandelingen en helikopters van de Tsjadische regering in Modeina, 70 kilometer ten noordoosten van Goz Beïda. Drie dagen later, op 14 juni 2008, beantwoordden de Ieren het vuur in Goz Beïda, dat kort door de opstandelingen werd ingenomen. De volgende dag, op 15 juni 2008, namen de opstandelingen Am Dam in, 600 kilometer verwijderd van de hoofdstad Ndjamena. Op 16 juni 2008 kondigden zij de inname van Biltine aan. Op 17 juni 2008 beschuldigde Mahamat Hissene, de Tsjadische minister van Communicatie, het Soedanese leger ervan de opstandelingen met twee helikopters te hebben ondersteund bij de aanval op Bakout. Dezelfde dag beweerden de opstandelingen dat zij de stad Am Zoer hadden ingenomen en een hoge Tsjadische legerofficier gevangen hadden genomen. De volgende dag verkondigde het Tsjadische leger dat zij de opstandelingen hadden verjaagd en een beslissende overwinning in Am Zoer hadden geboekt.

### 2009
Medio januari 2009 werd de Union des forces de la résistance gevormd, een alliantie van acht gewapende opstandige bewegingen. Op 24 januari 2009 benoemden de bewegingen Timan Erdimi, een neef van president Idriss Déby, tot voorzitter van deze alliantie. Enkele uren na deze benoeming werd de oudere zuster van Timan Erdimi in de hoofdstad Ndjamena vermoord.
Begin mei beschuldigde Tsjaad Soedan van het sturen van bewapende troepen in het oosten van het land, enkele uren nadat de twee landen een overeenkomst hadden gesloten om het gebruik van geweld tegen elkaar te beëindigen. Soedan ontkende dat zijn troepen op Tsjadisch grondgebied waren en dat het land geëngageerd was om zich te houden aan de in Doha gesloten overeenkomst om de vijandigheden en het gebruik van geweld te beëindigen. Franse rapporten gaven echter aan dat op 4 mei 2009 bewapende troepen Tsjaad waren binnen getrokken. Op 6 mei 2009 bevestigden de opstandelingen dat ze optrokken naar de hoofdstad Ndjamena, wat hun woordvoerder Ali Ordjo Hemchi omschreef als het "definitieve doel". De Union des forces de la résistance bevestigde ook dat hun troepen op Tsjadische regeringstroepen waren gestuit in de zuidoostelijke regio Salamat. In de verklaring gaven de opstandelingen ook aan dat zij in een gewapend conflict tussen de steden Tissi en Haraz-Mangue, waarbij de regeringstroepen waren gevlucht, twaalf legervoertuigen in handen hadden gekregen en negen andere legervoertuigen hadden vernietigd. Het Tsjadische leger gaf echter aan dat op 7 mei 2009 tijdens gevechten dicht bij Am-Deressa, 10 kilometer ten zuiden van Am-Dam 241 mensen werden gedood. In een verklaring tijdens een uitzending op de nationale radio werd aangegeven dat de doden 220 opstandelingen en 21 militairen betroffen. Volgens het Tsjadische leger waren ook meer dan 100 voertuigen van de opstandelingen in de slag vernietigd en dat het leger een "beslissende overwinning" had geboekt. Een correspondent van de BBC zei dat ze slechts ongeveer 50 lijken zag rond de overblijfselen van de uitgebrande voertuigen van de opstandelingen.
Op 16 en 17 mei 2009 voerde de Tsjadische luchtmacht drie luchtaanvallen uit op Soedanees grondgebied. Ali Sadiq, de woordvoerder van de Soedanese minister van Buitenlandse Zaken, zei dat de Tsjadische vliegtuigen aanvallen uitvoerden 60 kilometer in Soedan en hij omschreef de aanvallen als een handeling van oorlog, waarbij slachtoffers waren gevallen, ofschoon een andere beambte zei dat niemand werd gewond.